# Acrotrema costatum
Acrotrema costatum är en tvåhjärtbladig växtart som beskrevs av William Jack. Acrotrema costatum ingår i släktet Acrotrema och familjen Dilleniaceae. Inga underarter finns listade i Catalogue of Life.